# 荊木美行
荊木美行（いばらき よしゆき、昭和34年（1959年）4月 – ）は、日本の歴史学者。皇學館大学研究開発推進センター副センター長・教授。

## 人物
和歌山県和歌山市出身。専門は日本古代史。古代法制史・律令官制の研究をテーマとし、他に記紀研究、また最近は『風土記』の学史的研究も多く著す。文章表現に関する著述もある。父である荊木淳己（1926 – 1993）は、京都短期大学教授で秘書教育の第一人者で民俗学者として有名であった。中国古美術に造詣が深く、とくに白磁のコレクターとしても知られる。

## 略歴
1982年和歌山県立桐蔭高等学校卒業。同年高知大学人文学部文学科史学専攻入学。玉井力・金子修一に師事。1982年3月同大学卒業、同年4月筑波大学大学院修士課程地域研究研究科（日本研究コース）入学、1984年3月修了（国際学修士）。日本古代史専攻。井上辰雄・芳賀登に師事。1989年四條畷学園女子短期大学専任講師。1992年4月、皇學館大學史料編纂所専任講師。96年助教授、「律令官制成立史の研究」にて愛知学院大学より文学博士を授与される。主査は同大学文学部鈴木鋭彦教授。2003年4月教授。2013年4月、皇學館大学研究開発推進センター発足ととも研究開発推進センターの所属となり、副センター長兼任。『続日本紀史料』全20巻22冊の編纂・刊行に同僚の遠藤慶太らとともに従事、2014年に全巻を完成させた。現在は、『日本書紀』の古写本の調査・飜刻、日本後紀史料の制作を進めている。

## 著書

### 単著
- 『初期律令官制の研究』（日本史研究叢刊）和泉書院　1991年
- 『セクレタリーガイド』和泉書院　1991年3月
- 『秘書のための文書入門』燃焼社　1991年
- 『古代天皇系図-初代神武天皇～第五十代桓武天皇』燃焼社　1994年
- 『『日本書紀』とその世界』燃焼社セレクト教養双書　1994年
- 『古代史研究と古典籍』皇學館大學出版部　1996年
- 『大学生のための知的文章術』燃焼社セクレタリーブックス　1997年
- 『風土記逸文研究入門』国書刊行会　1997年
- 『知的文章術入門』燃焼社　2001年
- 『風土記逸文の文献学的研究』皇學館出版部　2002年
- 『記紀と古代史料の研究』国書刊行会　2008年
- 『風土記研究の諸問題』国書刊行会　2009年
- 『令義解の受容と研究』汲古書院　2010年
- 『記紀皇統譜の基礎的研究』汲古書院　2011年
- 『風土記と古代史料の研究』国書刊行会　2012年
- 『金石文と古代史料の研究』燃焼社、2014
- 『東アジア金石文と日本古代史』汲古書院 2018

### 編著
- 『令集解私記の研究』　汲古書院　1997年3月

### 共著
- 『秘書学入門』（小花和尚子・森本敦司と共著）燃焼社　1993年（増補改訂版1995年、3訂版1997年）
- 『秘書のための文書業務入門』（小花和尚子・森本敦司と共著、燃焼社セクレタリーブックス　1994年
- 『情報化時代の事務文書管理』（木村三千世・森本敦司と共著、燃焼社セクレタリーブックス　1998年